# Mokrý hřbet
Mokrý hřbet je krátký horský hřeben nacházející se v severní části Králického Sněžníku (geomorfologický okrsek Podbělský hřbet).
Mokrý hřbet se nachází na spojnici vrcholů Černá kupa a Stříbrnická, které jsou od sebe vzdálené asi 1,5 kilometru. Nadmořská výška v nejnižším bodu je asi 1210 metrů. Orientován je přibližně severojižním směrem. Pod západním svahem se nachází pramenná mísa řeky Moravy a boční vrchol o nadmořské výšce 991 m nazývaný Koňský hřbet. Pod východním svahem se nachází údolí Stříbrnického potoka a samotná ves Stříbrnice. Hřbet kopíruje pěšina sledovaná modře značenou turistickou trasou 2209 vedoucí zpod Králického Sněžníku do Vojtíškova a hranice národní přírodní rezervace Králický Sněžník.
Žádná významná stavba se na Mokrém hřbetu nenachází. Hřbet je porostlý převážně hospodářskými smrčinami, které se ve vrcholové partii vyskytují v zakrslé formě. Ve vrcholové partii se též nachází vrchoviště, díky kterému získal hřbet svůj název.